# Golden Axe
Golden Axe (que en anglès significa literalment Destral daurada) és un videojoc creat per Sega el 1989. El joc es desenvolupà originalment per ser executat a la placa arcade system 16, tot i que també va gaudir de versions a la Master System, Mega Drive i d'altres videoconsoles el 1990.
El joc original permet jugar en mode d'un jugador o de dos jugadors.

## Gènere
El gènere de Golden Axe, si bé conté elements típics del rol, no pot ser qualificat estrictament com a tal, ja que és lineal i no hi ha vertaderes opcions quant al desenvolupament de l'aventura. És un joc d'acció en què l'objectiu és lluitar amb espasa i bruixeria.

## Continguts del joc
El videojoc s'ambienta en una edat mitjana fantàstica en què un brivall anomenat Death Adder aterreix els habitants del regne d'Iúria i ha segrestat la princesa i el rei. Es pot triar entre tres personatges diferents per començar l'aventura del rescatament: Ax Battler, que és un humà musculós d'aspecte similar a Conan; Tyris Flare, que és una amaçona, i Gilius Thunderhead, un nan que duu una destral (daurada a la versió original del joc). Tyris és el personatge que posseeix la màgia més espectacular, Gilius no posseeix gairebé res de màgia, però té una resistència envejable i dots de combat, i el personatge d'Ax és més equilibrat, ja que té tant capacitats de màgia com de combat.
La mecànica del videojoc és simple: a mesura que s'avança per un terreny (generalment amb forma d'animal gegant) es produeixen diverses trobades:
- Els innocents parlen en animacions durant les quals només es pot escoltar el que diuen. En altres ocasions fugen dels enemics sense que s'hi pugui interaccionar.
- Els enemics sorgiran per posar fi a la vida dels personatges.
- Petits follets de diversos colors corren al llarg de la pantalla amb un sac a l'esquena i es pot colpejar-los per obtenir-ne una poció màgica que deixen caure de llurs sacs. A les pantalles de bonus (entre combat i combat) aquests follets (en funció de llur color) també poden deixar caure menjar, que fa recuperar la salut dels personatges.
- Dracs o d'altres animals mítics amb cap d'ocells, que solen aparèixer amb els enemics.